# Paróquia Santo Antônio (Providência)
A Paróquia Santo Antônio é uma circunscrição eclesiástica católica brasileira sediada no município de Leopoldina, no interior do estado de Minas Gerais. Faz parte da Diocese de Leopoldina, na qual integra a Forania de Leopoldina. Foi criada no ano de 1914 no distrito de Providência.